# Schütze
Schütze (lit "atirador") é um titulo das forças armadas da Alemanha que começou a ser usado durante a I Guerra Mundial.